# Theodoros I Laskaris
Theodoros I Laskaris (Grieks: Θεόδωρος Α' Λάσκαρις; Latijn: Theodorus I Lascaris) (± 1174 - Nicea, november 1221 of januari 1222) was van 1204/1205 tot 1222 Byzantijns keizer in Nicea.

## Leven
Theodoros Laskaris was een van de zeven zoons van de Byzantijnse edelman Manuel (Manouēl) Laskaris en Johanna (Iōanna) Karatzaina. Hij trouwde in 1199 met Anna Angelina († 1212), de dochter van keizer Alexios III Angelos, en ontving kort daarna de titel van despoot, waaruit is op te maken dat Alexios hem als zijn opvolger dacht. Toen de door de kruisvaarders van de Vierde Kruistocht belegerde Byzantijnse hoofdstad Constantinopel in 1203 viel, vluchtte Theodoros met zijn vrouw naar Bithynië. Kort tevoren was zijn oudere broer Constantijn (XI) Laskaris met weinig succes tot keizer uitgeroepen. In Bithynië zette Theodoros na aanvankelijke tegenstand van de bevolking in de stad Nicea een verzetshaard tegen de Latijnse overheersing op. In 1204 leed hij bij Poimanenon een vernietigende nederlaag, die het gehele kustgebied van Bithynië tot Brussa in handen van de Franken bracht. Zij stootten echter niet door tot Nicea, zodat Laskaris zich daar wist te handhaven. In 1207 sloot hij een wapenstilstand.
Na de verzwakking van de kruisvaarders door hun nederlaag in de Slag bij Adrianopel werd Theodoros in 1205 tot keizer uitgeroepen. De door hemzelf benoemde patriarch Michaël IV Autoreianos kroonde hem in 1208 en in 1214 erkenden Bulgarije en de paus hem als keizer. Met de kroning was Nicea in Griekse ogen het legitieme keizerrijk geworden.

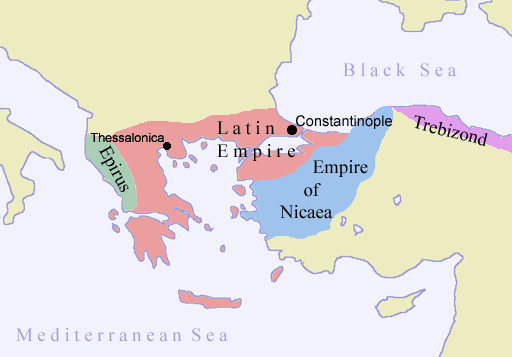
Byzantium in 1204

Zijn schoonvader Alexios III was intussen naar het Seltsjoekenhof in Ikonion gevlucht en eiste van daaruit dat Theodoros ten gunste van hem zou aftreden. In de daaropvolgende oorlog doodde de keizer, zo willen althans Griekse bronnen het, eigenhandig sultan Kai Chosrau I en nam hij Alexios gevangen. Hoewel in 1211 nog een nederlaag tegen zijn Latijnse aartsrivaal Hendrik van Vlaanderen volgde, wist Theodoros zich te handhaven. De grens met het Latijnse Keizerrijk werd in 1212 en 1214 geregeld. Het Latijnse Rijk kreeg slechts de noordwestkust van Klein-Azië tot Adrarnyttion. Verreweg het grootste deel, inclusief de zojuist op Hendrik veroverde gebieden, kwam aan het Niceaanse keizerrijk. Op Alexios I Megas Komnenos, Byzantijns keizer van Trebizonde, veroverde Laskaris bovendien Amasra, Heraclea en delen van Paphlagonië.
Met dit verdrag erkende het Latijnse Rijk het bestaan van Nicea en begon de bloeiperiode van het laatstgenoemde rijk. Theodoros zette economie, bestuur en legerorganisatie van Byzantium voort en schiep zo voor zijn opvolgers een basis van waaruit Constantinopel kon worden heroverd. Om de paus voor zich in te nemen begon hij onderhandelingen over een mogelijke hereniging van de kerken. In 1219 sloot hij een verdrag met Venetië dat deze republiek in geheel Nicea handelsvrijheid gaf.
Laskaris sloot in 1219 een derde huwelijk - het tweede was geweest met Philippa, de dochter van Ruben III van Armenië - met Maria van Courtenay, een dochter van de Latijnse keizer Peter van Courtenay en de zuster van de keizers Robert en Boudewijn II. Dit huwelijk, dat in het teken stond van de wederzijdse Latijns-Griekse verzoeningspolitiek, bleef kinderloos. Uit zijn eerste huwelijk waren geboren: Sophia Eudokia Laskarina, gehuwd met Frederik II van Oostenrijk; Irene Laskarina, gehuwd met Johannes Doukas Vatatzes; Maria Laskarina, gehuwd met Béla IV van Hongarije; Nicolaas (Nikolaos) Laskaris, die sinds 1208 troonopvolger was, maar rond 1211 stierf; en Johannes (Iōannēs) Laskaris, die ook rond die tijd overleed. Uit het tweede huwelijk stamde een zoon Constantijn (Kōnstantinos), die echter niet erfgerechtigd was en in 1249 hertog van Thrakesion werd. De beoogde opvolger was zijn schoonzoon Johannes Doukas Vatatzes, die na Theodoros' dood als Johannes III inderdaad de troon besteeg. Twee van Laskaris' broers, de sebastocraten Alexios en Isaäk, aanvaardden Johannes' keizerschap niet en wisten de jonge Latijnse keizer Robert zover te krijgen dat hij tegen Nicea de wapens opnam. Vatatzes behaalde in 1224 bij Poimanenon de overwinning en liet beide broers de ogen uitsteken.